# Anne André-Léonard
Anne André-Léonard este un om politic belgian, membru al Parlamentului European în perioada 1999-2004 din partea Belgiei.
1. 1 2 3  Deputații în Parlamentul European